# اشتاین کیرشن
اشتاین کیرشن (به آلمانی: Steinkirchen) یک شهر در آلمان است که در بایرن واقع شده‌است.

## خصوصیات
اشتاین کیرشن ۱۸٫۰۸ کیلومترمربع مساحت دارد ۴۹۳ متر بالاتر از سطح دریا واقع شده‌است.